# Вархаламский
Вархаламский — мыс на севере Охотского моря в Гижигинской губе залива Шелихова.

## Топоним
Название мыса происходит от реки Вархалам, впадающей в Гижигинскую губу. Этот гидроним близок к чукотскому Вэрӄальын — «имеющая острые камни» от вэрӄы — «торчащий острый камень», «снежный заструг» + суффикс обладания -льын.

## География
Расположен на севере Гижигинской губы в южной части безымянного полуострова, западный берег которого омывается Вархаламской губой — устьем реки Вархалам.
Севернее мыса находится низменность со множеством мелких озёр, а в центре полуострова — две горы: Двухсопочная высотой 253 метра и Титешная высотой 198 метров. Также на западе полуострова перед Вархаламской губой расположена бухта Тихая.
Средняя величина прилива у мыса — 6 метров, наибольшая глубина у берега — 25 метров.